# Maurice Maunoury
Pour les articles homonymes, voir Maunoury.
Jacques Hippolyte Maurice Maunoury, né le 16 octobre 1863 à Alexandrie (Égypte) et mort le 16 mai 1925 à Paris, est un homme politique français, député d'Eure-et-Loir de 1910 à 1924, ministre de l'Intérieur de 1922 à 1924.

## Biographie
Maurice Maunoury est le fils de Pol Maunoury, lui-même député d'Eure-et-Loir de 1876 à 1889, militant républicain de longue date, qui avait quitté la France après le coup d’État de Napoléon III pour aller travailler en Égypte. Il fit des études d'ingénieur à l'Ecole Polytechnique et à l'École centrale Paris (promotion 1887).Ingénieur civil, il est également docteur en droit. 
Maurice Maunoury est ministre des Colonies du 9 au 13 juin 1914 dans le gouvernement Alexandre Ribot (4). Il est amputé de la jambe droite en mai 1921.
Il est nommé ministre de l'Intérieur du 15 janvier 1922 au 29 mars 1924 dans le gouvernement Raymond Poincaré (2).
Cousin du maréchal Michel Joseph Maunoury, il prononce son éloge funèbre au nom du gouvernement, le 2 avril 1923, lors de ses obsèques nationales.
Maurice Maunoury est également le grand-père maternel de Maurice Bourgès-Maunoury.
Nicole Duplan, son épouse, est morte en mai 1942. Il a deux enfants : Jean et Geneviève, mère de Maurice Bourgès-Maunoury.

## Galerie

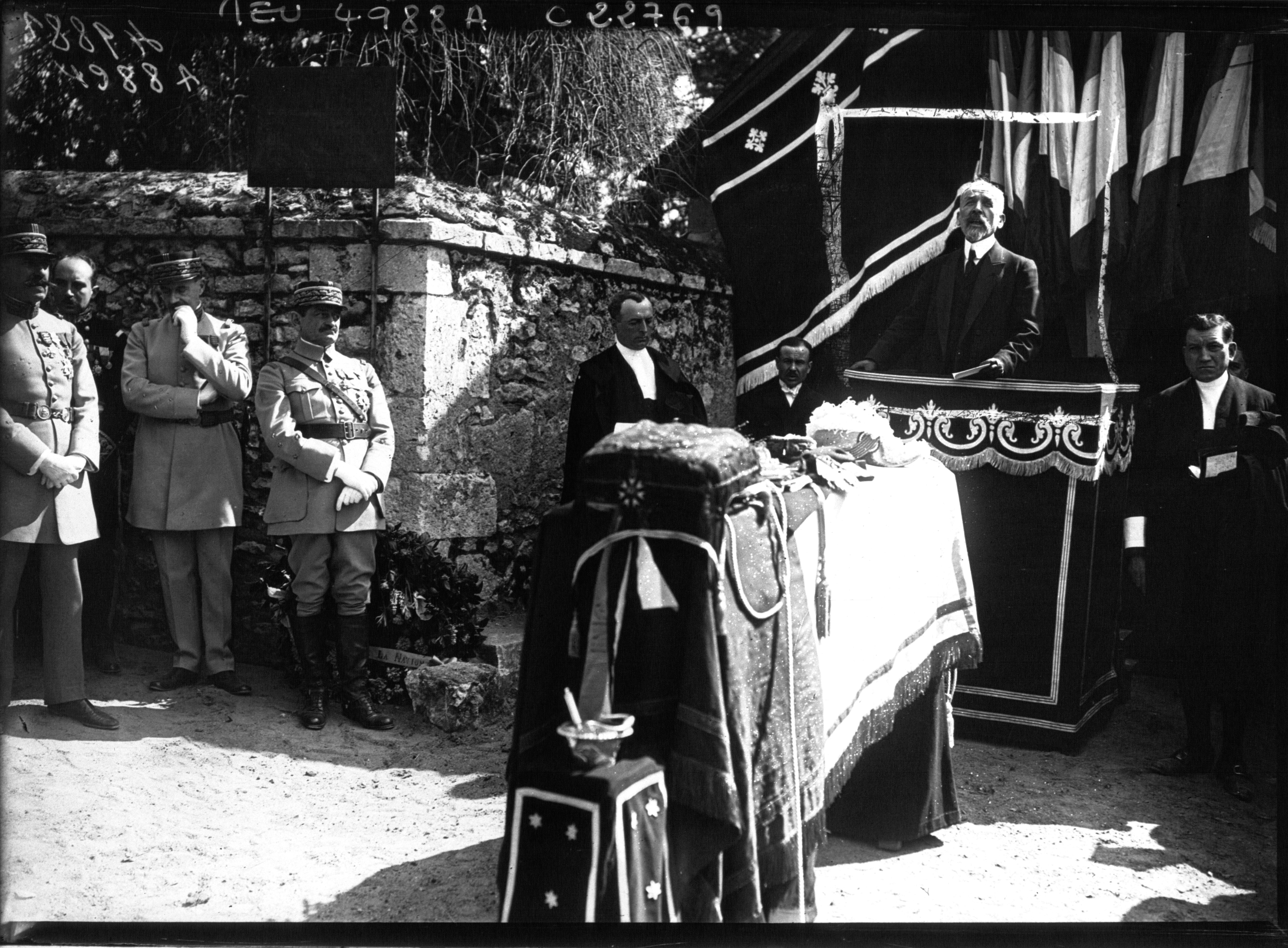
Discours de Maurice Maunoury, ministre de l'Intérieur, aux obsèques du général Maunoury.
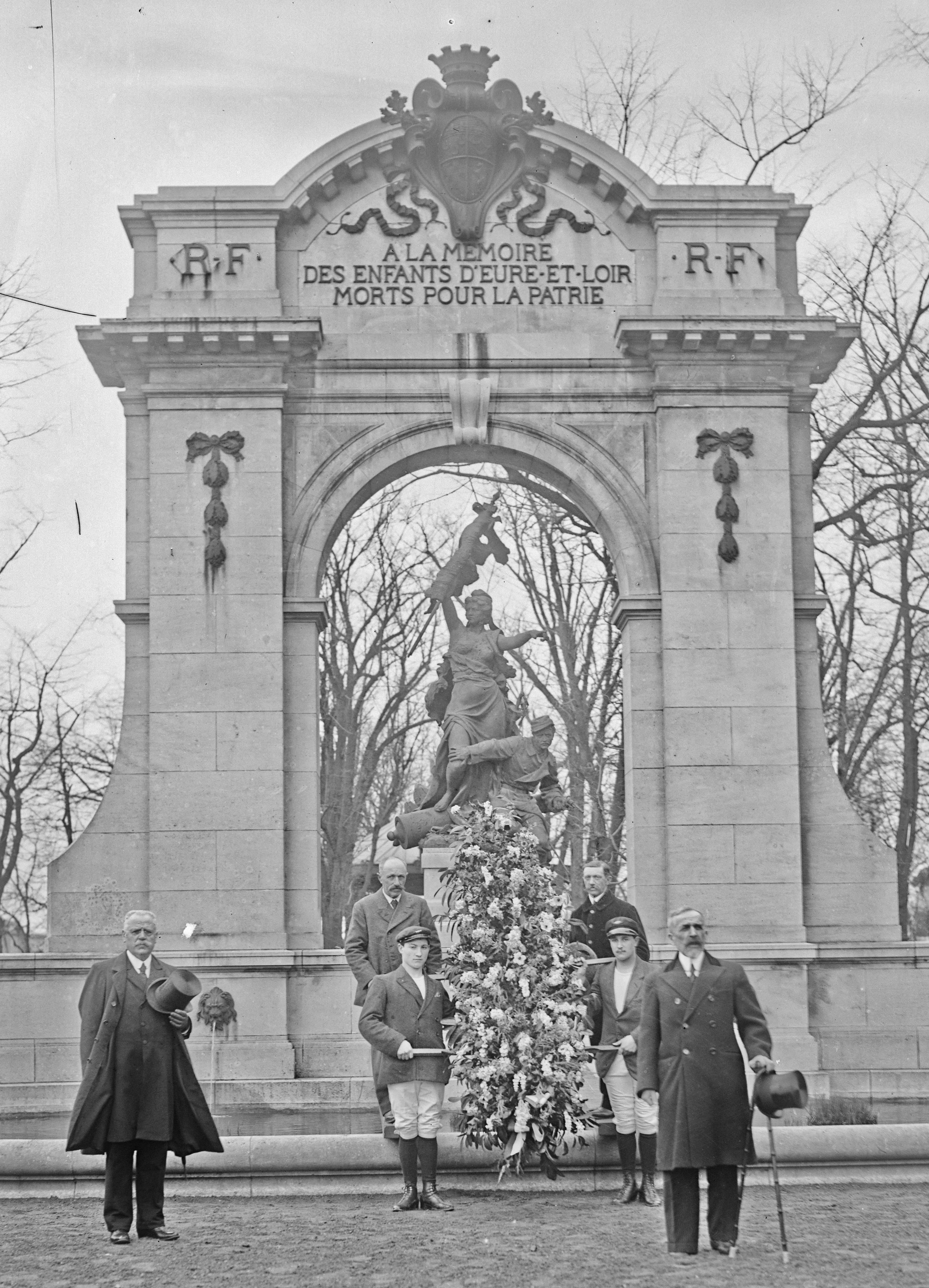
Maurice Maunoury devant le monument à la mémoire des enfants d'Eure-et-Loir morts pour la patrie (anniversaire de la naissance du général Marceau à Chartres le 5 mars 1922).
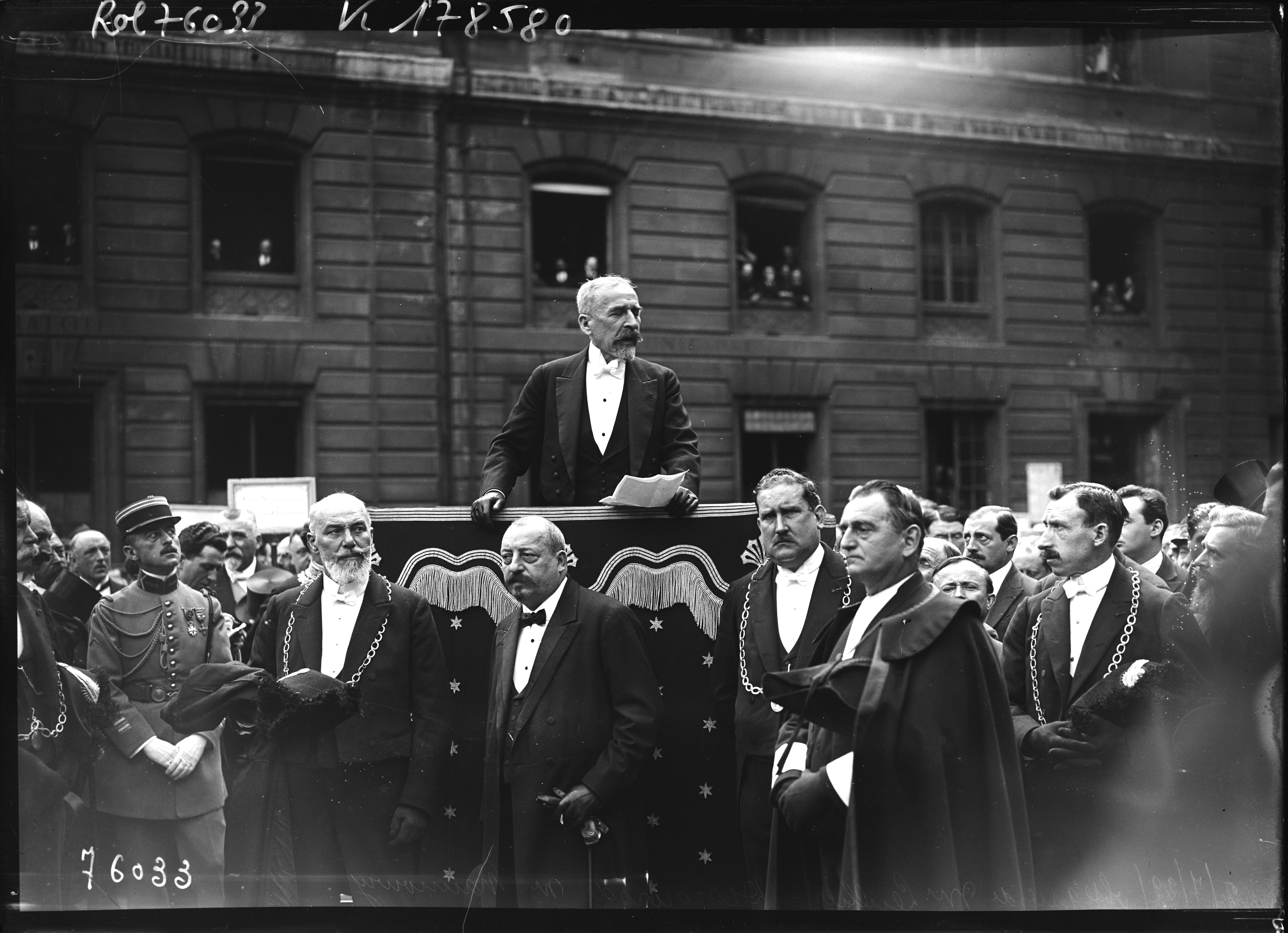
Discours de Maurice Maunoury, ministre de l'Intérieur, aux obsèques de M. Leullier préfet de police, caserne de la Cité, 7 août 1922.

## Hommages

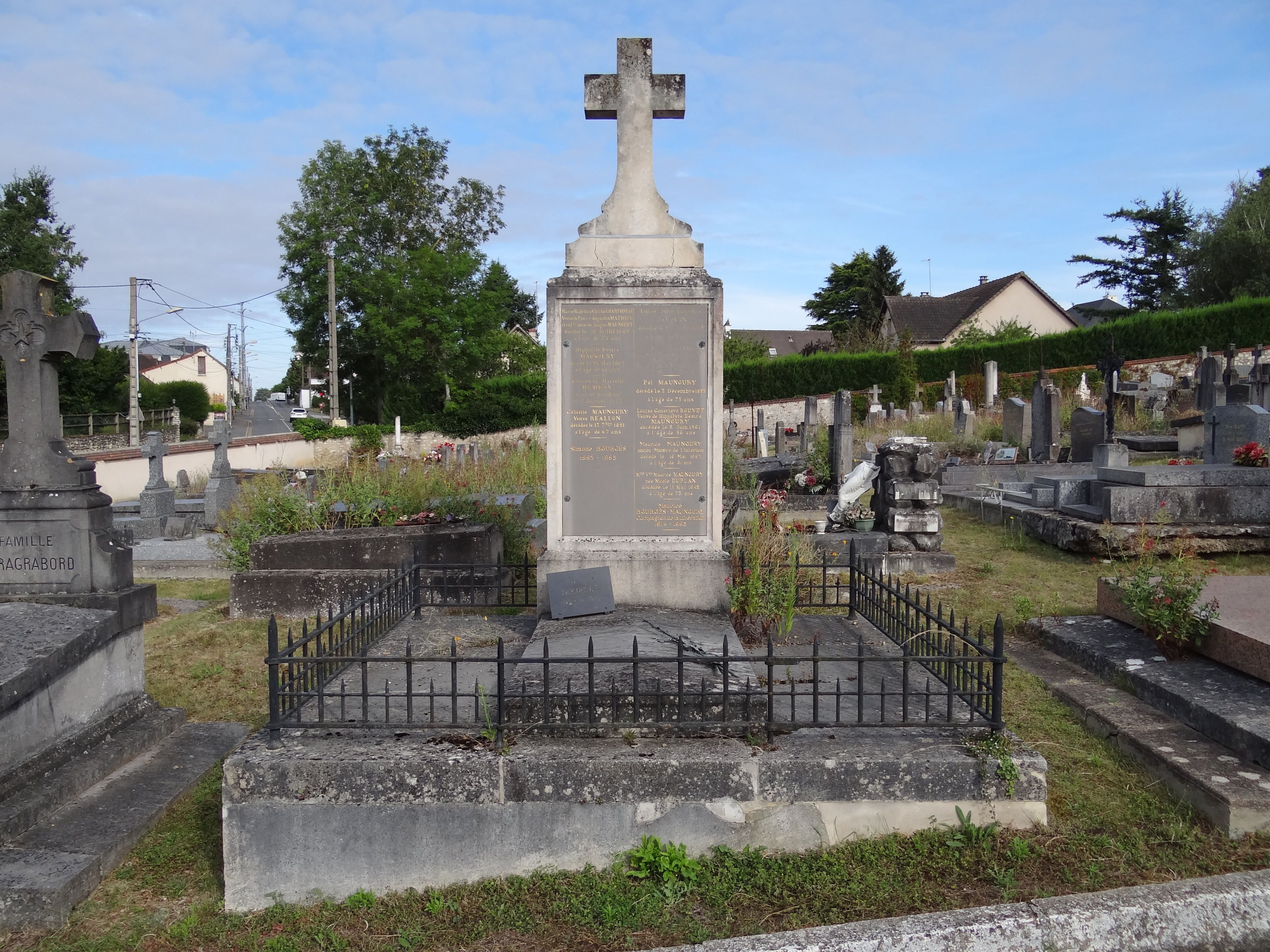
La tombe de Maurice Maunoury au cimetière Marceau de Luisant (Eure-et-Loir).

- Maire de Luisant de 1904 à 1925, son nom a été donné à l'avenue de cette commune, qui prolonge à Chartres la rue du Docteur-Gabriel-Maunoury, également son cousin.
- Le dimanche 20 octobre 1963, son buste est inauguré au square du Centre civique de Luisant par le préfet d'Eure-et-Loir, en présence notamment de Maurice Bourgès-Maunoury[3].

## Sources
- « Maurice Maunoury », dans le Dictionnaire des parlementaires français (1889-1940), sous la direction de Jean Jolly, PUF, 1960 [détail de l’édition]
- « Maurice Maunoury », sur Sycomore, base de données des députés de l'Assemblée nationale